# Svetlana Masterkova
Svetlana Alexandrovna Masterkova (em russo:  Светлана Александровна Мастеркова; Achinsk, 17 de janeiro de 1968) é uma ex-meio fundista e campeã olímpica russa.
Nascida na Sibéria, ela começou no atletismo competindo nos 800 metros. Em 1991, conquistou o título nacional da União Soviética nesta prova, qualificando-se para disputar o Campeonato Mundial de Atletismo, em Tóquio. Em Tóquio 1991, conseguiu apenas a oitava colocação. Nos anos seguintes, teve alguns sucessos, como a medalha de prata nos 800 m do Campeonato Mundial de Atletismo em Pista Coberta de 1993, realizado em Toronto, mas conviveu com muitas lesões que impediram resultados mais consistentes, deixando as pistas entre 1994 e 1995 para ser mãe.
No ano seguinte ela voltou ao atletismo, passando a competir também nos 1500 m, distância em que não competia há anos. No campeonato russo daquele ano, venceu as duas distâncias em bons tempos. Para Atlanta 1996, porém, ela não era considerada uma das favoritas dos 800 m, com esse crédito ficando para a moçambicana Maria Mutola e para a cubana Ana Quirot. Na final da prova, entretanto, Masterkova assumiu a liderança desde o início, derrotando as duas e tornando-se, não sem surpresa, a campeã olímpica. Uma maior surpresa aconteceria depois, quando venceria também os 1500 m da mesma maneira, igualando-se à soviética Tatyana Kazankina, a única até então a ter vencido as duas provas de meio fundo em Olimpíadas, em Montreal 1976 (em Atenas 2004, a britânica Kelly Holmes conseguiria o mesmo feito). Ela completou a temporada de 1996 quebrando o recorde mundial dos 1000 m - 2m28s98 - e da milha - 4m12s56 - nos meses seguintes. Ao fim do ano, recebeu da Federação Internacional de Atletismo o título de 'Atleta do Ano'.
No Mundial de Atenas 1997, ela não conseguiu repetir as vitórias dos Jogos Olímpicos, abandonando os 1500 m durante as eliminatórias, devido a uma contusão no tendão de Aquiles. Em 1998, coroou-se como campeã européia dos 1500 m e em Sevilha 1999 conquistou seu segundo título mundial na mesma distância, ficando com a medalha de bronze nos 800 m.
Estes foram suas últimas grandes conquistas internacionais. Ela competiu também em Sydney 2000 mas abandonou os 1500 m durante as eliminatórias, retirando-se das pistas ao fim do ano.